# Station Oisy-le-Verger
Station Oisy-le-Verger is een spoorwegstation in de Franse gemeente Oisy-le-Verger.